# Psalistops melanopygius
Psalistops melanopygius is een spinnensoort uit de familie Barychelidae. De soort komt voor in Venezuela.